# Confédération générale de la production française
La Confédération générale de la production française (CGPF)  est une organisation patronale française créée le 19 mars 1919 à l'initiative d'Étienne Clémentel, Ministre du Commerce et de l'Industrie pendant et après la Première Guerre mondiale, en vue de fédérer les diverses corporations patronales. 
Le 7 juin 1936, en tant que principale organisation représentative du patronat, la CGPF ratifia, sous la pression des grèves, avec la Confédération générale du travail les accords Matignon emblématiques du Front populaire. 
Le danger révolutionnaire écarté, de nombreuses voix, au sein du patronat, dénoncent la « capitulation » d’une CGPF « entrustée », ce qui la conduit à se dissoudre et à être remplacée par la Confédération générale du patronat français puis le Conseil national du patronat français (CNPF) en 1946 et le Mouvement des entreprises de France (MEDEF) en 1998.

## Présidents
- Henry Darcy, de 1919 à 1925 : président du conseil d'administration de Châtillon-Commentry de 1887 à sa mort et administrateur de sociétés (Mines de Dourges, Chemins de fer du PLM), président-fondateur du Comité central des houillères de France (1886-1925), vice-président de l'Union des industries et métiers de la métallurgie (1901-1908, puis président d'honneur), membre de la commission exécutive du Comité des forges.
- René-Paul Duchemin, de 1925 à 1940 : président de l'Union des industries chimiques, président de la société chimique Kuhlmann (1929), régent de la Banque de France en 1932, président de la Banque française du commerce extérieur, administrateur de l'Union industrielle de crédit (1932).

Son délégué général est Alexandre de Lavergne[Quand ?].

## Sources
- "Dictionnaire historique des patrons français", Flammarion, 2010

1. ↑  Béatrice Touchelay, « De « guerres et statistiques » à « la genèse de la décision » », Histoire et mesure, XXII - no 1 - Guerre et statistiques, mis en ligne le 3 décembre 2007, référence du 14 février 2008
2. ↑  Philippe Videlier, « La revanche des patrons : le patronat français face au front populaire », sur Le Monde diplomatique, 1er février 1987
3. ↑  La régulation des relations de travail (1950-2006) - Chronologie : Entre-deux-guerres : organisation des rapports collectifs, nouveaux droits sur vie-publique.fr, consulté le 14 février 2008
4. ↑  Dossier de la Légion d'honneur sur la base Léonore